# Gauderndorf
Gauderndorf ist eine Ortschaft und eine Katastralgemeinde der Gemeinde Eggenburg im Bezirk Horn in Niederösterreich.

## Geografie
Durch das nördlich von Eggenburg liegende Dorf fließt der Lateinbach und im Osten verläuft die Retzer Straße vorbei.

## Siedlungsentwicklung
Zum Jahreswechsel 1979/1980 befanden sich in der Katastralgemeinde Gauderndorf insgesamt 98 Bauflächen mit 32.238 m² und 110 Gärten auf 94.343 m², 1989/1990 gab es 96 Bauflächen. 1999/2000 war die Zahl der Bauflächen auf 138 angewachsen und 2009/2010 bestanden 115 Gebäude auf 280 Bauflächen.

## Geschichte
Laut Adressbuch von Österreich waren im Jahr 1938 in der Ortsgemeinde Gauderndorf ein Gastwirt, ein Gemischtwarenhändler, zwei Schneiderinnen, zwei Schuster und einige Landwirte ansässig.

## Bodennutzung
Die Katastralgemeinde ist landwirtschaftlich geprägt. 210 Hektar wurden zum Jahreswechsel 1979/1980 landwirtschaftlich genutzt und 12 Hektar waren forstwirtschaftlich geführte Waldflächen. 1999/2000 wurde auf 210 Hektar Landwirtschaft betrieben und 11 Hektar waren als forstwirtschaftlich genutzte Flächen ausgewiesen. Ende 2018 waren 202 Hektar als landwirtschaftliche Flächen genutzt und Forstwirtschaft wurde auf 10 Hektar betrieben. Die durchschnittliche Bodenklimazahl von Gauderndorf beträgt 47,4 (Stand 2010).